# Amerykańskie okręty podwodne typu N
Okręty podwodne typu N – amerykański typ okrętów podwodnych dwóch różnych projektów stoczni Electric Boat oraz Lake Torpedo Boat. Projekt budowanej w Seattle jednokadłubowej konstrukcji Electric Boat oparty był na konstrukcji wcześniejszych jednostek typu H, ulepszonej przez dodatnie stalowej struktury mostka oraz zmniejszenie mocy wyjściowej w celu zwiększenia niezawodności napędu. Zbudowane w stoczni Simona Lake'a dwukadłubowe jednostki projektu Lake Torpedo Boat, miały stery głębokości umieszczone w śródokręciu oraz szerokie rufy. Okręty tej konstrukcji zostały pocięte w 1922 roku, pozostałe natomiast w roku 1931.
|                   | Projekt           | Stocznia          | Wodowanie         | Koniec służby    |
| ----------------- | ----------------- | ----------------- | ----------------- | ---------------- |
| USS „N-1” (SS-53) | Electric Boat     | Seattle C&D       | 30 grudnia 1916   | 30 kwietnia 1926 |
| USS „N-2” (SS-54) | Electric Boat     | Seattle C&D       | 16 stycznia 1917  | 30 kwietnia 1926 |
| USS „N-3” (SS-55) | Electric Boat     | Seattle C&D       | 21 lutego 1917    | 30 kwietnia 1926 |
| USS „N-4” (SS-56) | Lake Torpedo Boat | Lake Torpedo Boat | 27 listopada 1916 | 22 kwietnia 1922 |
| USS „N-5” (SS-57) | Lake Torpedo Boat | Lake Torpedo Boat | 22 marca 1917     | 19 kwietnia 1922 |
| USS „N-6” (SS-58) | Lake Torpedo Boat | Lake Torpedo Boat | 21 kwietnia 1917  | 16 lutego 1922   |
| USS „N-7” (SS-59) | Lake Torpedo Boat | Lake Torpedo Boat | 19 maja 1917      | 7 lutego 1922    |